# Thanh Cao, Lương Sơn
Thanh Cao là một xã thuộc huyện Lương Sơn, tỉnh Hòa Bình, Việt Nam.
Tên của xã được ghép từ tên của hai xã cũ là Cao Thắng và Thanh Lương.

## Địa lý
Xã Thanh Cao nằm ở phía đông nam huyện Lương Sơn, có vị trí địa lý:
- Phía đông và phía nam giáp thành phố Hà Nội
- Phía tây giáp xã Thanh Sơn
- Phía bắc giáp xã Cao Dương.

Xã Thanh Cao có diện tích 15,42 km², dân số năm 2018 là 9.149 người, mật độ dân số đạt 593 người/km².

## Lịch sử
Địa bàn xã Thanh Cao hiện nay trước đây vốn là hai xã Cao Thắng và Thanh Lương thuộc huyện Lương Sơn.
Xã Thanh Lương được thành lập vào ngày 22 tháng 1 năm 1957 trên cơ sở tách một phần diện tích và dân số của xã Hợp Thanh. Xã Cao Thắng được thành lập cùng ngày trên cơ sở tách một phần diện tích và dân số của xã Cao Dương.
Ngày 26 tháng 11 năm 1970, Bộ trưởng Phủ thủ tướng ban hành Quyết định số 71-BT. Theo đó, chuyển xã Cao Thắng và xã Thanh Lương về huyện Kim Bôi quản lý.
Ngày 14 tháng 7 năm 2009, Chính phủ ban hành Nghị quyết số 31/NQ-CP. Theo đó, chuyển hai xã Cao Thắng và Thanh Lương thuộc huyện Kim Bôi trở lại huyện Lương Sơn.
Đến năm 2018, xã Cao Thắng có diện tích 7,73 km², dân số là 5.286 người, mật độ dân số đạt 684 người/km². Xã Thanh Lương có diện tích 7,69 km², dân số là 3.863 người, mật độ dân số đạt 502 người/km².
Ngày 17 tháng 12 năm 2019, Ủy ban Thường vụ Quốc hội ban hành Nghị quyết số 830/NQ-UBTVQH14 về việc sắp xếp các đơn vị hành chính cấp huyện, cấp xã thuộc tỉnh Hòa Bình (nghị quyết có hiệu lực từ ngày 1 tháng 1 năm 2020). Theo đó, sáp nhập toàn bộ diện tích và dân số của hai xã Cao Thắng và Thanh Lương thành xã Thanh Cao.

## Di tích
- Di tích LSVH đền và miếu Trung Báo ở xã Thanh Cao thờ 3 vị Tướng nhà Đinh có công dẹp loạn 12 sứ quân và thần núi Sơn Tinh. (xếp hạng di tích cấp quốc gia, công nhận năm 1997)
- Di tích LSVH đền và miếu Bá Lam ở thôn Bá Lam (xếp hạng di tích cấp tỉnh, công nhận năm 2009)
- Di tích LSVH đình Hàng Xã ở thôn Chợ Bến ( xếp hạng di tích cấp tỉnh, công nhận năm 2018)